# Myiarchus tuberculifer
Myiarchus tuberculifer là một loài chim trong họ Tyrannidae.